# Комодор Амига 1200
Комодор Амига 1200 (Amiga 1200) је кућни рачунар, производ фирме Комодор (Commodore) који је почео да се израђује у Сједињеним Америчким Државама током 1992. године.
Користио је Motorola MC68EC020 + MC68881 FPU као централни микропроцесор а RAM меморија рачунара Amiga 1200 је имала капацитет од 2 MB чип RAM, прошириво до 10 MB највише (2 MB чип RAM + 8 MB брзи Ram).
Као оперативни систем кориштен је Workbench 3.1.

## Детаљни подаци
Детаљнији подаци о рачунару Amiga 1200 су дати у табели испод.
|                       |                                                             |
| [ 1 ]                 |                                                             |
| Произвођач            | Комодор                                                     |
| Тип                   | кућни рачунар                                               |
| Меморија              | 2 чип RAM, прошириво до 10 највише (2 чип RAM + 8 брзи Ram) |
| Поријекло             | Сједињене Америчке Државе                                   |
| Година                | 1992                                                        |
| Тастатура             | уграђена тастатура, 96 тастера                              |
| Процесор              |                                                             |
| Фреквенција процесора | 14,18758 (PAL)                                              |
| RAM                   | 2 чип RAM, прошириво до 10 највише (2 чип RAM + 8 брзи Ram) |
| ROM                   | Kickstart 3.1: 512 KB                                       |
| Текст                 |                                                             |
| Графика               | 320x200 до 1280x512 највише                                 |
| Боја                  | 16,7 милиона боја                                           |
| Звук                  | четвероканална 8-битна пулсо-кодна модулација, стерео излаз |
| Димензије             | 9.5" дубина / 18,5" ширина / 3" висина / 8 фунти            |
| Портови               |                                                             |
| Оперативни систем     |                                                             |

## Галерија
- Amiga 1200
- Amiga 1200 Kickstart 3.0 ROM